# Hepatomegàlia

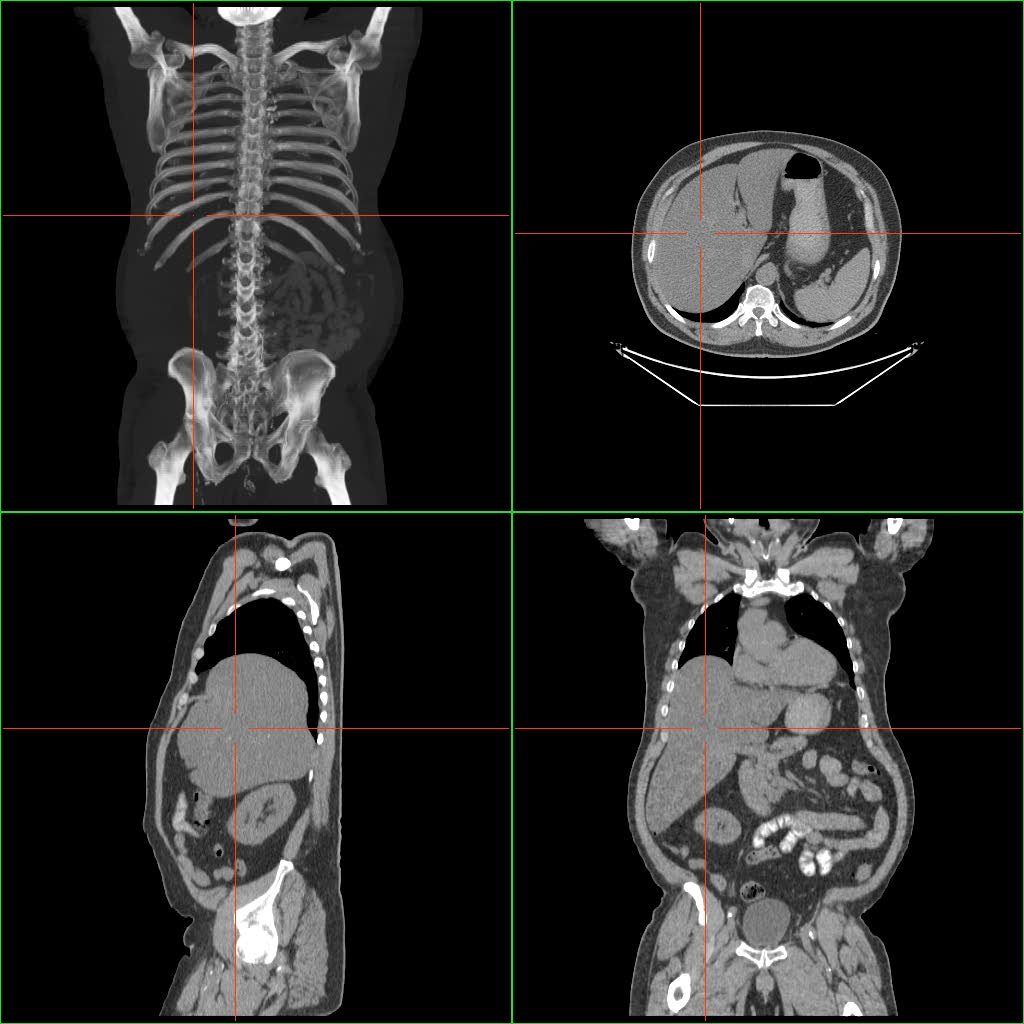
Computed tomography of hepatomegaly

La hepatomegàlia és l'estat d'un fetge d'un volum major del normal. És un signe inespecífic que pot tenir diverses causes que, agrupades, es poden dividir en inflamatòries: hepatitis (ja siguin per infeccioses o per toxicitat directa), tumors hepàtics o alguns trastorns metabòlics. Algunes vegades l'hepatomegàlia es presenten com una massa abdominal. Depenent de la causa, de vegades pot presentar juntament amb la icterícia.

## Diagnòstic

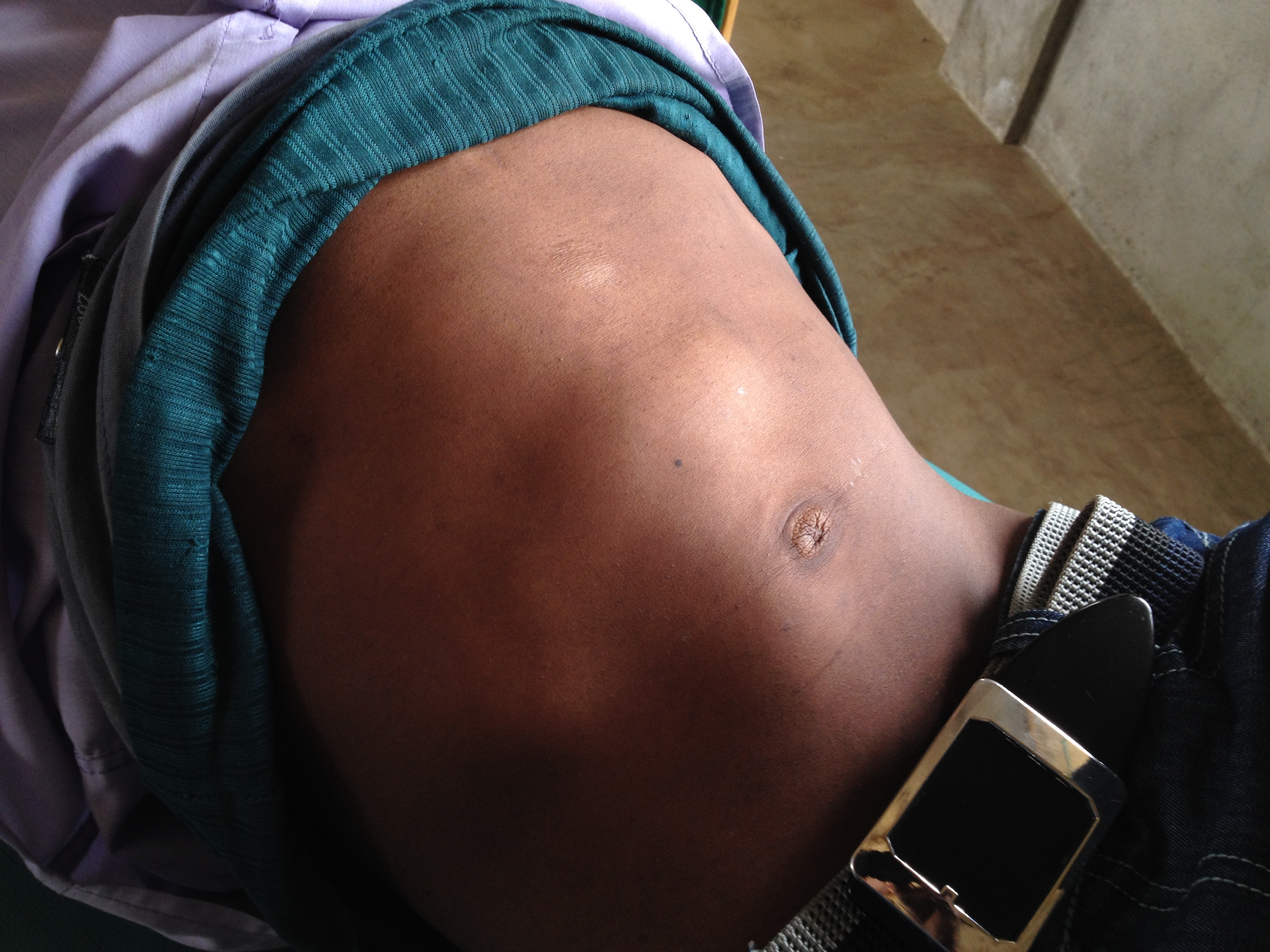
Abdomen mostrant una deformitat (a la part superior dreta) a causa d'una hepatomegàlia

Després d'una història mèdica completa i un examen físic, s'han de realitzar anàlisis de sang, de la funció hepàtica.
L'ecografia, pot detectar una dilatació de les vies biliars, la textura característica d'una cirrosi, la presència de quists, abscessos i tumors, i pot guiar en la punció aspirativa amb agulla fina.
La tomografia computada (TC) pot ajudar a obtenir informació anatòmica més precisa, i no es veu afectada per l'obesitat o la presència de gasos intestinals.

## Etiologia

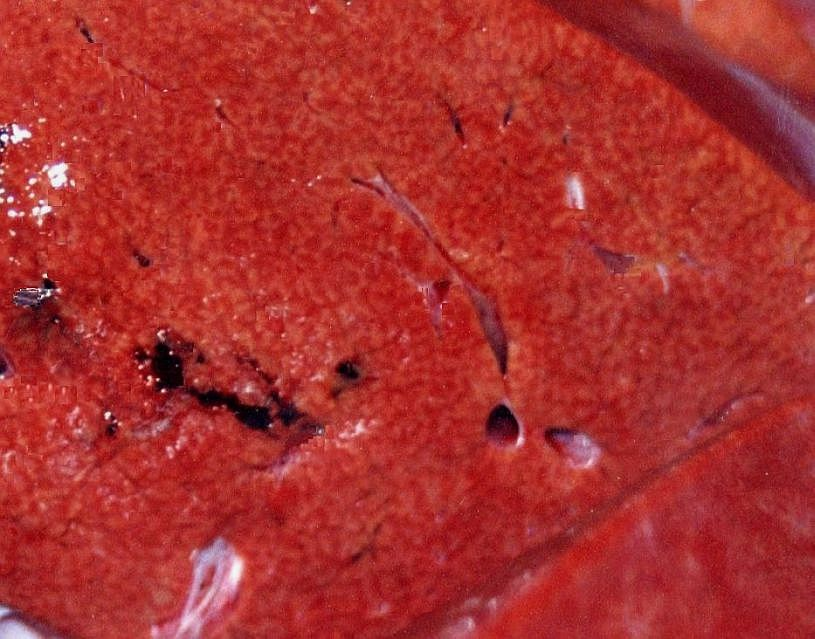
Congestió aguda i passiva crònica ("fetge en nou moscada") en una hepatomegàlia, derivada d'una insuficiència cardíaca dreta.

### Infecciosa
- Mononucleosi infecciosa. O, similar, la causada pel citomegalovirus (CMV).
- Hepatitis (encara que no tots els virus de l'hepatitis causa hepatomegàlia)
- Abscés del fetge (abscés piogen i abscés amèbic)
- Malària
- Amebosi
- Hidatidosi (quist hidatídic)
- Leptospirosi
- Actinomicosi
- Clonorquiosi, causada per Clonorchis sinensis

### Neoplàstica
- Metàstasi (la més comuna)
- Hemangioma
- Carcinoma hepatocel·lular
- Mieloma
- Leucèmia
- Limfoma

### Cirròtica
- Portal
- Biliar
- Cardíaca
- Hemocromatosi

### Metabòlica
- Esteatosi hepàtica
- Amiloïdosi
- Malaltia de Gaucher
- Malaltia de Niemann Pick
- Malaltia de Von Gierke

### Fàrmacs i tòxics
- Alcoholisme o Intoxicació alcohòlica
- Enverinament

### Congènita
- Anèmia hemolítica
- Lòbul de Riedel és la presència d'un lòbul dret del fetge llarg, com una llengua. No és patològic, és una variant anatòmica normal i pot estendre's cap a la pelvis. Sovint és confós amb una distensió de la vesícula biliar o un tumor en el fetge.
- Malaltia poliquística
- Malaltia de Cori

### Altres
- Síndrome de Hunter
- Síndrome de Zellweger
- Deficiència de carnitina palmitoiltransferasa I
- Insuficiència del ventricle dret
- Granulomatoses: sarcoïdosi
- Glucogenosi tipus II